# Alla Nazimova
Mariam Edez Adelaida Leventon (Мириам Эдес Аделаида Левентон) (ur. 22 maja 1879 w Jałcie, zm. 13 lipca 1945 w Los Angeles) – rosyjska aktorka filmowa i teatralna, która zrobiła karierę w Stanach Zjednoczonych.

## Życiorys
W roku 1916 zadebiutowała rolą w filmie niemym War Brides, opartym na sztuce Marian Craig Wentworth. Jest znana z występu w filmie Salomé (1923), który także wyprodukowała.
Była lesbijką. Uważa się, że jest autorką określenia "the sewing circle" ("kółko krawieckie"), którym ironicznie nazywała znane jej homoseksualne i biseksualne kobiety w Hollywood. Miała także zaaranżować lawendowe małżeństwa aktora Rudolfa Valentino z Jean Acker i Nataszą Rambovą.

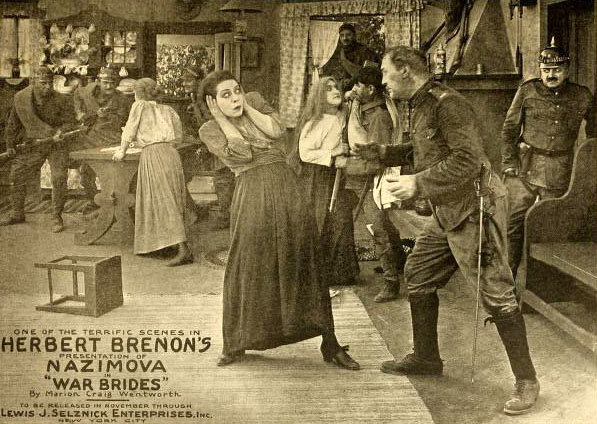
War Brides (1916)
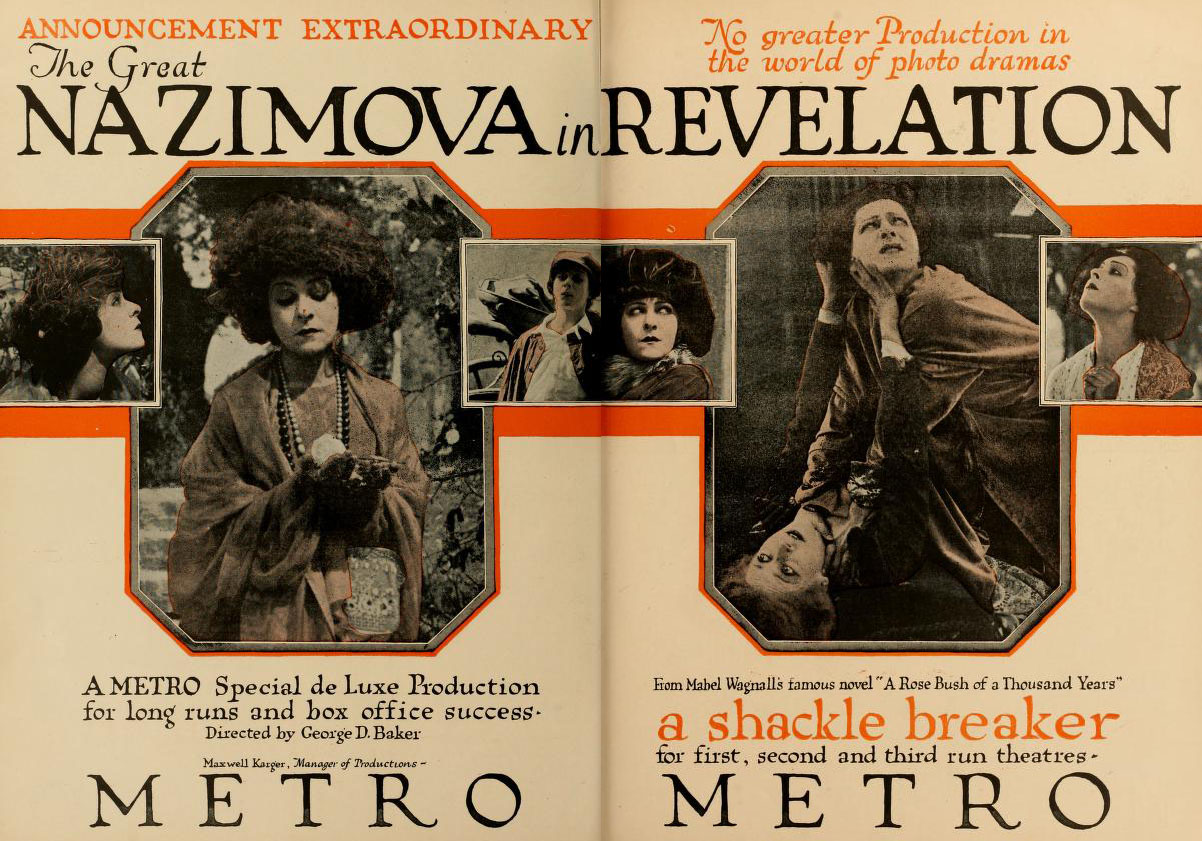
Revelation (1918)
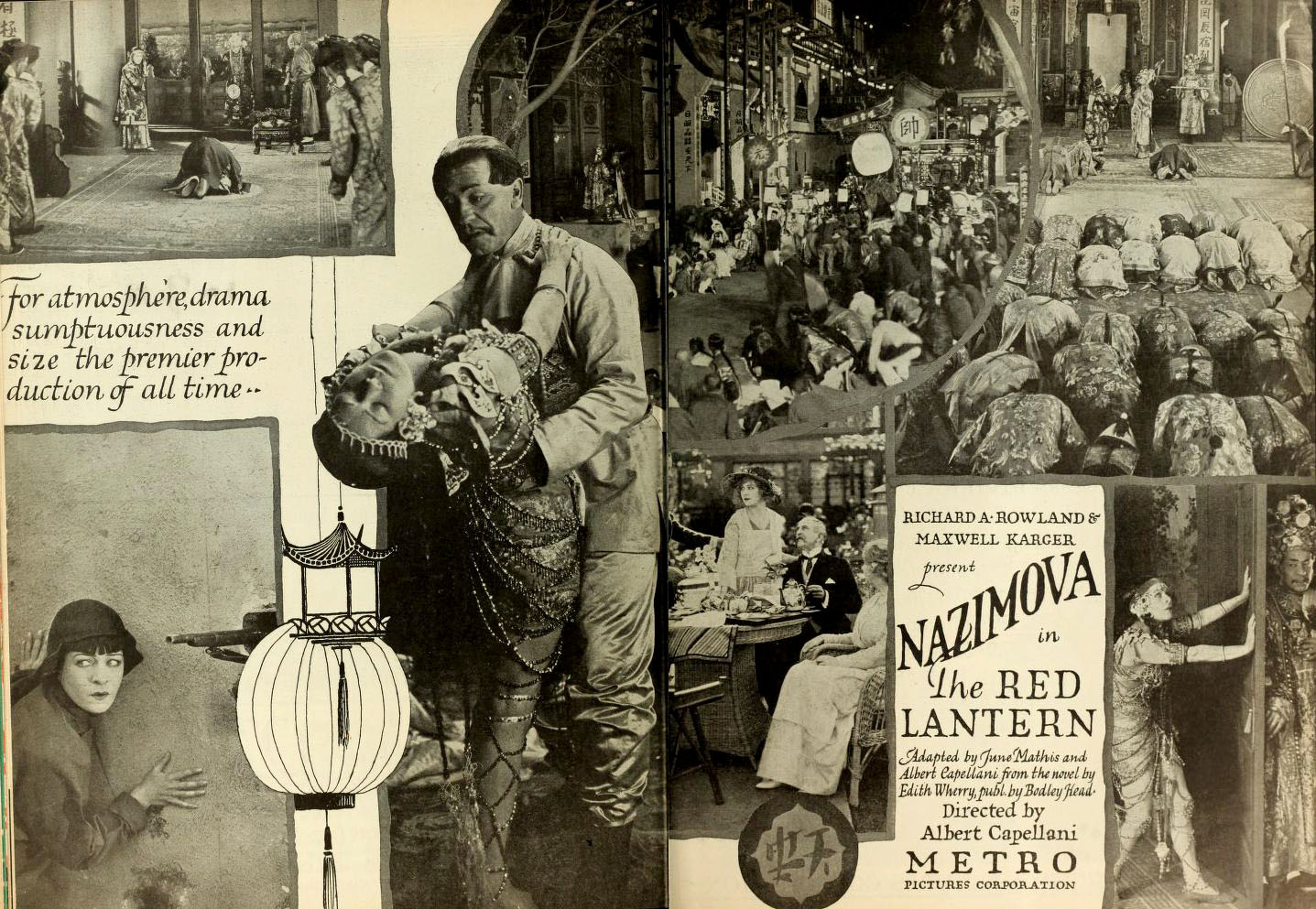
The Red Lantern (1919)